# Linda Ferrando
Linda Ferrando (Genova, 12 gennaio 1966) è un'ex tennista italiana.
Sua nipote Cristiana (figlia del fratello Paolo) è diventata anche lei tennista.

## Carriera
In carriera ha vinto un titolo di doppio, il WTA Bayonne nel 1992, in coppia con Petra Langrová. Nei tornei del Grande Slam ha ottenuto il suo miglior risultato raggiungendo il quarto turno nel singolare agli US Open nel 1990. Proprio in quel torneo, riuscì ad infliggere, per 1-6 6-1 7-6, l'ultima sconfitta a Monica Seles, allora numero 3 del mondo, prima che la tennista jugoslava (poi naturalizzata statunitense) inanellasse 41 vittorie consecutive nel Grande Slam, vincendo 5 tornei.
In Fed Cup ha disputato un totale di 8 partite, collezionando 4 vittorie e 4 sconfitte.

## Statistiche

### Doppio

#### Vittorie (1)
| Numero | Anno           | Torneo               | Superficie | Compagna       | Avversarie in finale                | Punteggio     |
| 1.     | 4 ottobre 1992 | WTA Bayonne, Bayonne | Sintetico  | Petra Langrová | Claudia Kohde Kilsch Stephanie Rehe | 1-6, 6-3, 6-4 |

#### Finali perse (2)
| Numero | Anno           | Torneo                        | Superficie  | Compagna         | Avversarie in finale         | Punteggio     |
| 1.     | 10 luglio 1988 | Swedish Open, Båstad          | Terra rossa | Silvia La Fratta | Sandra Cecchini Mercedes Paz | 0-6, 2-6      |
| 2.     | 25 agosto 1990 | Schenectady Open, Schenectady | Cemento     | Wiltrud Probst   | Alysia May Nana Miyagi       | 4-6, 7-5, 3-6 |

### Risultati in progressione
| Sigla | Risultato               |
| ----- | ----------------------- |
| V     | Vincitore               |
| F     | Finalista               |
| SF    | Semifinalista           |
| O     | Oro olimpico            |
| A     | Argento olimpico        |
| SF    | Bronzo olimpico         |
| QF    | Quarti di Finale        |
| 4T    | Quarto turno            |
| 3T    | Terzo turno             |
| 2T    | Secondo turno           |
| 1T    | Primo turno             |
| RR    | Round Robin             |
| LQ    | Turno di qualificazione |
| A     | Assente                 |
| ND    | Non disputato           |

| Legenda superfici    |
| -------------------- |
| Cemento              |
| Terra battuta        |
| Erba                 |
| Superficie variabile |

#### Singolare nei tornei del Grande Slam
| Torneo          | 1987 | 1988 | 1989 | 1990 | 1991 | 1992 | 1993 | 1994 | 1995 |
| --------------- | ---- | ---- | ---- | ---- | ---- | ---- | ---- | ---- | ---- |
| Australian Open | A    | A    | A    | A    | A    | A    | A    | 3T   | 1T   |
| Open di Francia | 2T   | 2T   | 1T   | 2T   | 1T   | 3T   | 2T   | 1T   | A    |
| Wimbledon       | A    | 1T   | 1T   | 1T   | 3T   | 1T   | 1T   | A    | A    |
| US Open         | A    | 2T   | 2T   | 4T   | 1T   | 2T   | 1T   | 1T   | A    |

#### Doppio nei tornei del Grande Slam
| Torneo          | 1988 | 1989 | 1990 | 1991 | 1992 | 1993 | 1994 |
| --------------- | ---- | ---- | ---- | ---- | ---- | ---- | ---- |
| Australian Open | A    | A    | A    | A    | A    | A    | 2T   |
| Open di Francia | 1T   | 2T   | 1T   | 2T   | 1T   | 2T   | A    |
| Wimbledon       | A    | A    | 1T   | 1T   | 2T   | 1T   | A    |
| US Open         | 2T   | 2T   | 2T   | 2T   | 2T   | 2T   | A    |

#### Doppio misto nei tornei del Grande Slam
| Torneo          | 1990 | 1991 | 1992 | 1993 |
| --------------- | ---- | ---- | ---- | ---- |
| Australian Open | A    | A    | A    | A    |
| Open di Francia | 1T   | A    | A    | A    |
| Wimbledon       | 1T   | A    | A    | 1T   |
| US Open         | A    | A    | A    | 1T   |